# .gal
A .gal (IPA: [ˈpuntʊ ˈɣal]) egy internetes legfelső szintű tartomány kód, amely a galíciai népet, a galiciai nyelvet és a galíciai kultúrát hivatott kiemelni. Az ICANN 2013. június 14-én hagyta jóvá és 2014. július 25-én vált online elérhető az első 93 domain.
A kezdeményezést több mint 13 700 galíciai ember és 110 intézmény támogatta, köztük olyan releváns kulturális ügynökségek, mint a Galíciai Királyi Akadémia, a Galíciai Kulturális Tanács és a három galíciai egyetem. Az Asociación PuntoGal elkötelezte magát egy alapítvány létrehozása mellett, amely a pénzt olyan projektekbe fekteti vissza, amelyek a galíciai nyelvet és kultúrát népszerűsítik az új technológiák területén.